# نادي هبوعيل نوف هجليل
نادي هبوعيل نوف هجليل هو نادي كرة قدم إسرائيلي من مدينة نوف هجليل يلعب في الدوري الإسرائيلي الممتاز، تأسس النادي في 1958م.
1. ↑   https://www.transfermarkt.com/hapoel-nof-hagalil/mitarbeiterhistorie/verein/7000. {{استشهاد ويب}}: |url= بحاجة لعنوان (مساعدة) والوسيط |title= غير موجود أو فارغ (من ويكي بيانات) (مساعدة)